# فرانسه در المپیک تابستانی ۱۹۲۰
فرانسه در بازی‌های المپیک تابستانی ۱۹۲۰ که در شهر آنتورپ بلژیک برگزار شد، کاروان فرانسه با ۳۰۴ ورزشکار در این رقابت‌ها شرکت کرد و موفق به کسب ۴۱ مدال (۹ طلا، ۱۹ نقره، ۱۳ برنز) شد. در جدول رتبه‌بندی توزیع مدال‌ها، فرانسه در ردهٔ ۸ مسابقات قرار گرفت.